# Церковь Космы и Дамиана (Мусорка)
Храм во имя святых бессребреников Космы и Дамиана — православная церковь в селе Мусорка Ставропольского района Самарской области. Относится к Тольяттинской епархии Самарской митрополии Русской православной церкви. В 2015 году храм в селе Мусорка был паспортизирован как объект культурного наследия Самарской области.

## История
Первая деревянная однопрестольная церковь была построена в селе в 1775 году, в начале XX в. разобрана и продана в с. Кирилловка.
В 1837 году на средства прихожан была построена однопрестольная Космодамианская церковь, здание и колокольня деревянные, освящена в 1838 году. В 1905 году, по проекту, составленному архитектором Тадеушем Севериновичем Хилинским, была построена новая каменная церковь. В 1907 году храм был освящён.
Церковь закрыли в 1930 году, превратив сначала в зернохранилище, затем в мастерскую по ремонту тракторов. В начале 1960-х годах церковь пытались взорвать, но ничего не вышло — храм выстоял. В 1964 году у колхоза появилась новая машинно-тракторная станция, церковь освободили, оставив всё полуразорённым. В 1990-х годах начались реставрационные работы. Работы ведутся исключительно на пожертвования.
14 июля 2024 года в восстановленном храме епископ Тольяттинский и Жигулёвский Нестор (Люберанский) совершил первую Божественную литургию

## Описание
Храм в честь святых Космы и Дамиана стоит на высоком холме в селе Мусорка. Кирпичная церковь сооруженная в 1905 году выполненная в духе эклектики и русско-византийском стиле. Величественный храм с 22 куполами. Четверик, завершённый восьмериком под луковичным куполом, с боковыми приделами — придел в честь иконы Божьей Матери «Скоропослушница». Внутреннюю часть храма расписали масляными красками. Иконостас состоял из икон чеканной работы с краями под эмаль. Нижняя часть цоколя была облицована тёсаным серым камнем. Наружную поверхность кирпичной кладки стен строители выполнили под расшивку. Кладка массивных стен выполнена из глиняного кирпича местного изготовления на известковом растворе с утолщенными швами.

## Духовенство
- священнослужители: дьякон М. П. Озеров, священник И. В. Рождественский, Фёдор Головцов, Григорий Екамасов, Михаил Жигалов (на 1922). В 1930-х годах репрессированы[8].
- последним настоятелем храма был отец Василий Крылов (на 1930)[9];
- священник Евгений Голобородько (на 2000)[2];
- протоиерей Николай Винокуров (на 2006)[5];
- протоиерей Олег Анучин (с 2006)[2];

## Святыни
- Основная святыня храма — икона Девяти святым мученикам Кизическим, которых звали: Феогнид, Руф, Антипатр, Феостих, Артема, Магн, Феодот, Фавмасий и Филимон[6].

## Престольные праздники
- Косма и Дамиан Асийские, мученики — 14 июля

## Галерея
- Руины храма (2006).
- Фрески в развалинах храма.
- Фрески в развалинах храма
- Фрески в развалинах храма.
- Фрески в развалинах храма.
- Собор Космы и Дамиана с. Мусорка, 2015 г.